# Lamarckismus
Lamarckismus je historická evoluční teorie, kterou vytvořil na počátku 19. století francouzský přírodovědec Jean Baptiste Lamarck. Dnes není obecně přijímána. Podle ní organismy pod vlivem prostředí směřují k vytváření stále složitějších a dokonalejších adaptivních forem. Lamarckismus předpokládá, že znaky získané během života organismu jsou dědičné a přenášejí se bezprostředně na další generaci. V této myšlence se zásadně liší od široce akceptovaného darwinismu, resp. neodarwinismu. Lamarck hovoří o vůli k pokroku, která je limitována nutností přizpůsobit se okolí.
Mezi vědci panuje konsenzus, že pokud vůbec dochází k lamarkistické evoluci, jen v minimální míře a pouze u jednoduchých, převážně jednobuněčných organismů.
Znovuvzkříšení zažívá v určité podobě též v teorii memů.

## Překážky lamarckistické evoluce
I když organismy dokáží v některých případech cíleně mutovat (trypanosomy, lidské B-lymfocyty), což je jedna ze základních myšlenek lamarckismu, tento evoluční mechanismus nemůže být příliš významným faktorem při evoluci organismů. Brání mu několik překážek:
- Nemožnost přepsat informaci z proteinů do DNA. Centrální dogma molekulární biologie popisuje přenos informace z DNA do RNA a následně do bílkovin. Z DNA, ve kterém je uložena informace o organismu, se transkribuje (přepíše) do RNA. Tento krok je možný i opačným směrem: pomocí reverzní transkriptázy lze informaci z RNA převést do DNA. Translací se z RNA překládá informace z jazyka nukleových kyselin do bílkovin. Tento krok nemůže probíhat opačným směrem, proto se změny získané během života nemohou uložit do DNA.
- Weismannovská bariéra zamezuje přenosu genetické informace z tělních buněk do dalších generací. I když dojde ke změnám v genech tělních buněk, do další generace se nemohou dostat, protože k rozmnožování slouží speciální linie pohlavních buněk. V těch změny probíhají, ale nemohou se projevit ve smyslu lamarkistické evoluce.
- Epigenetické procesy: U složitějších organismů geny neurčují přímo vznikající strukturu, ale ovlivňují její vývoj. Genetická informace není „plán“, do kterého se dají zpětně zapsat provedené změny.

## Obrana lamarckistické teorie
Za jistých okolností ovšem může evoluce postupovat lamarkistickou cestou. Zastánci neolamarckismu toto tvrzení upozorňují na několik případů, kdy nemusí platit darwinismus, ale lamarkismus.
- absence weismannovské bariéry - některé organismy (rostliny, jednobuněčné organismy) mohou být rozmnoženy z tělních buněk, proto změny v nich se přenáší do další generace.[2]

- existence cílených mutací - v některých případech mohou organismy cíleně měnit svou mutační rychlost, i ovlivňovat mutační místa. To však není v rozporu s darwinismem. (SOS reakce bakterií, tvorba protilátek)
- Jednobuněčné organismy - neexistuje u nich weismannovská bariéra a získané změny přechází na potomstvo.
- horizontální přenos - v některých případech se může prostřednictvím viru přenést část genetické informace z tělní buňky (kde by mohla být předtím změněna) a vložena do pohlavních buněk, a tak přejít do další generace.
- selekce somatických buněk - pokud probíhá selekce na úrovni organismu, mohou se ve výsledku lišit jednotlivé části těla. Pokud dojde k překonání weismannovské bariéry, může se získaná vlastnost přenést do další generace (například u rostlin může v horních částech rostliny docházet k selekci na odolání přehřátí, v dolní části na selekci odolání chladu. Protože u rostlin může vzniknout nový jedinec z kterékoli tělní buňky, jedinec vzniklý z horní části bude lépe adaptován na teplo, jedinec vyrostlý z dolní části bude lépe snášet chlad).
- ribozymy - existují molekuly RNA, které mají katalytickou funkci. Pokud by došlo k jejich změně, mohly by být přepsány do DNA a pak šířeny do dalších generací.

Předchozí body ovšem platí jen v určitých situacích pro určité organismy. Neznamenají popření darwinismu - jde jen o jeho specifické aplikace.

## Uváděné příklady evoluce
- Krk žirafy - podle lamarkismu vznikl dlouhý krk žiraf postupným natahováním za potravou. V současnosti se uvažuje spíše o vlivu pohlavního výběru. Víc stránka žirafa.
- Kováři - pozorováním bylo zjištěno, že synové kovářů bývají svalnatější. Podle lamarkistického vysvětlení fyzickou prací kovářů sílily jejich svaly a toto posílení se projevovalo i do dalších generací. Toto ale mohlo být způsobeno výchovou synů (tvrdší práce už od dětství) i genetickými dispozicemi (kovářem mohl být jen člověk s geny podporujícími sílu a výdrž - tyto predispozice se předávaly dalším generacím)